# Cirolana perlata
Cirolana perlata là một loài chân đều trong họ Cirolanidae. Loài này được Barnard miêu tả khoa học năm 1936.